# Munții Igniș
Munții Igniș  sunt o grupă muntoasă a Carpaților Maramureșului și Bucovinei, aparținând de lanțul muntos al Carpaților Orientali.  

## Date geografice
Munții Igniș sunt o ramură a Masivului Gutâi, au aceeași origine vulcanică, și se învecinează la sud-est cu Munții Gutâi în Pasul Gutâi (987 m) iar la nord-vest cu Munții Oaș în Pasul Huta (587 m). 
Cel mai înalt pisc este Vârful Igniș, având 1.307 m.  
Celelalte vârfuri importate sunt Vărful Pleșca Mare (1292 m), Vărful Rotund (1240 m), Vărful Negru (1215 m) și Vărful Pietroasa (1200 m). 
Păstoritul practicat din vremuri ancestrale în aceste locuri au modelat geografia locului, ducând la apariția sau lărgirea unor zone de pășunat la altitudini începând de pe la 1000 m cum ar fi Poana Izvoarelor, Poienile lu Ștefan și Poiana Runcului în zona Maramureșului, Poiana Ruginoasa și poiana din Golul Alpin Pietroasa în zona Oas. Aceasta a conferit acestor munți cealaltă denumire, Munții Poienilor. 

## Turism
Munții Igniș sunt cunoscuți în zonă pentru activități de agrement, excursii montane, schi, parapantă și pentru lacurile din zonă.
- Rezervația fosiliferă Chiuzbaia
- Stațiunea Izvoare
- Traseele turistice spre Vârful Igniș
- Cheile Tătarului
- Lacul de acumulare Firiza
- Lacul de acumulare Runcu